# Amore disisperadu/Ave Maria
Amore disisperadu/Ave Maria, pubblicato nel dicembre del 1974, è un singolo della cantante italiana Maria Carta.
Il disco fu inciso poco tempo dopo la partecipazione di Maria Carta a Canzonissima dove aveva eseguito sia il Deus ti salvet Maria ovvero l'Ave Maria sarda e nella finale si era classifica seconda, nel girone della musica folk, con il brano Amore disisperadu. L'Ave Maria fu pubblicata l'anno successivo nell'album a cui diede il titolo, mentre il brano del lato A non fu inserito nell'album.

## Tracce
Lato A
- Amore disisperadu (Disisperada), Arrangiamento: Franco Pisano

Lato B
- Ave Maria ( testo del XVIII secolo del poeta Bonaventura Licheri), Arrangiamento: Luciano Michelini

## Incisioni
Il singolo fu inciso su 45 giri, con marchio RCA (TPBO 1083).